# 鳥羽亮
鳥羽 亮（とば りょう、1946年8月31日 -）は、日本の小説家・作家。埼玉県出身。本名、鳥羽 貴徳（とりば たかのり）。

## 略歴
1946年、埼玉県秩父郡野上町（現・長瀞町）に生まれる。埼玉大学教育学部卒業。1968年、埼玉県越谷市立増林小学校に教師として赴任。同小学校の同僚と結婚。1990年『剣の道殺人事件』で第36回江戸川乱歩賞を受賞（阿部陽一の『フェニックスの弔鐘』と2作同時受賞）。応募前は小学校教員と教育関連の仕事についていた（1996年の時点では教頭であった）。その後、サスペンス・推理小説として『探偵事務所』シリーズ（角川書店刊）や『警視庁捜査一課南平班』（講談社刊）シリーズなどがある。剣豪小説にミステリーの要素を加えた『三鬼の剣』から時代小説を書き始めた。宮本武蔵や柳生十兵衛などの実在の剣豪を描いた作品のほか、狩谷唐十郎（『鬼哭の剣』シリーズ）、島田宗五郎（『天保剣鬼伝』シリーズ）、蓮見宗二郎（『深川群狼伝』シリーズ）、毬谷直二郎（『三鬼の剣』、『隠猿の剣』等）などの架空の剣豪ヒーローを多数生み出しており、近年では『剣客春秋』シリーズ、『闇の用心棒』シリーズ、『八丁堀剣客同心』シリーズ、『まろほし銀次捕物帳』シリーズ、『はぐれ長屋の用心棒』シリーズ、『首売り長屋日月譚』シリーズ、『剣客同心 鬼隼人』シリーズ、『流想十郎蝴蝶剣』シリーズ、『御助宿控帳』シリーズ、『隠目付江戸日記』シリーズ、『影与力嵐八九郎』シリーズ、『剣客旗本奮闘記』シリーズ、『影目付仕置帳』シリーズ、『火盗改鬼与力』シリーズ、『子連れ侍平十郎』シリーズ、『わけあり円十朗江戸暦』シリーズ、『さむらい』シリーズ、『八丁堀吟味帳』（鬼彦組）シリーズなど、剣術（秘剣）ミステリーや、江戸時代の絆と人情の厚さ（町人の長屋、武士の組屋敷などの生活環境のつながりによる人情）を描いた作品も書いている。また、時代推理小説として『波之助推理日記』シリーズがある。2007年6月には、著書100冊突破を記念して、『剣豪たちの関ヶ原』を出版した。2012年に第1回歴史時代作家クラブ賞のシリーズ賞を受賞。2017年2月下旬の時点で、著作数は300冊を超えている。

## 小説家となるまで
小中学生のころから推理小説に興味を持ち、江戸川乱歩やアーサー・コナン・ドイルを愛読していた、という。高校に入ってから読んだ松本清張の『点と線』に強い影響を受け、水上勉、高木彬光、森村誠一、アガサ・クリスティー、エラリー・クイーン、ヴァン・ダイン、クロフツなどを読み、推理・ミステリー小説に関心を深めていった。大学入学後は一転して現代詩に熱中し、草野心平、三好達治、八木重吉などを読み、学部の卒業論文は中原中也について書いた、という。
卒業後は埼玉県の小学校の教員となったが、40代になってから仕事用に購入したワープロの練習として小説を書き始めた。1988年に銀行員を主人公とする推理小説『それぞれのメッセージ』が、江戸川乱歩賞の二次選考に残り、自信を深めた。その後、1990年に『剣の道殺人事件』で第36回江戸川乱歩賞を受賞し、推理作家としてデビューする。小説家となってからも、小学校の教員として勤務を続け、土日などの休日に小説を書く、という生活がしばらく続いた、という。本人は、推理小説と時代小説を厳密に区別せず、時代小説の中でも推理小説の要素の強い小説を多く書いている。

## 剣について
故郷の秩父郡では甲源一刀流がさかんであり、中学・高校と剣道に打ち込み、大学の2年で剣道三段を取得している。乱歩賞受賞作の『剣の道殺人事件』や『一心館の殺人剣』などの推理小説においても剣道が主題となっている。高校時代、剣道の部活で疲れて倒れたとき、「まだ、立てばできる」と顧問に言われ、立ち上がり、稽古に励んだ。その言葉が心に残り、作家となった今も「まだ、できる」と作品を書き続けた。自身の剣道の修練体験における絆が、剣の戦いと江戸時代の人情の厚さをどう描くかという作品に影響している。
自身が剣道の経験者であることから、剣豪小説の斬り合いの場面（チャンバラ活劇）においても、科学的・合理的に剣技を説明することに努力している。斬り合いの場面（チャンバラ活劇）を書くときは、木刀を握って実際に試すこともある、という。

## 実在の剣豪を描いた小説
実在の剣豪宮本武蔵の生涯を描いた小説として『覇剣 武蔵と柳生兵庫助』がある。かつて司馬遼太郎など多くの小説家が宮本武蔵について書いてきたが、鳥羽が描く武蔵像は、現実的な戦略家としての武蔵である。兵法の神髄は勝つことにあると確信する武蔵は、佐々木小次郎の「虎切刀」（別名・燕返し）を破るため、あらゆる偶然性を排除して、間合い、見切り、剣の長さや戦場の実地検分などを精密に行ったうえではじめて戦うのである。十三歳で新当流の有馬喜兵衛を撲殺して以来、六十余回の勝負にすべて勝利したという宮本武蔵は、乱世から治世へと向かう時代の流れの中で、晩年は霊巌洞にこもり、自己の兵法求道の道を「五輪書」にまとめ、地・水・火・風・空に分け、一切の迷いを断った空の境地（空を道とし、道を空と見るところ）こそが兵法の神髄であるという、抽象的な剣の求道者の境地を悟った。
他に実在の剣豪を描いた小説として『刺客 柳生十兵衛』（柳生十兵衛三巌、柳生宗矩の子）、『柳生十兵衛武芸録』シリーズ、『柳生連也斎』シリーズなどがある。

## 著作

### 推理小説
- 剣の道殺人事件 講談社、1990　のち文庫
- 一心館の殺人剣 講談社、1991　のち文庫
- 首を売る死体 講談社ノベルス、1991　のち文庫
- 指が哭く / 光文社カッパ・ノベルス、1992　「指哭 強行犯刑事部屋」文庫
- 警視庁捜査一課南平班 講談社ノベルス、1993　のち文庫
  - 広域指定127号事件 警視庁捜査一課南平班 講談社ノベルス、1994　のち文庫
  - 刑事魂 警視庁捜査一課南平班 講談社ノベルス、1995　のち文庫
  - 切り裂き魔 警視庁捜査一課南平班 / 講談社ノベルス、1996　のち文庫
- 闇を撃つ刑事 そしてまた、誰もいなくなった 光文社カッパ・ノベルス、1993　「赤の連鎖 強行犯刑事部屋」文庫
- 鴎の死んだ日 アイワ探偵事務所事件簿 角川文庫、1993　
  - 鷺の舞殺人事件 探偵事務所 / 角川書店、カドカワノベルズ、1995　
  - 殺人は小説より奇なり 探偵事務所 / 角川書店、カドカワノベルズ、1996　
  - 探偵事務所 巨大密室 / 角川文庫、1996
    - 上記作品を原作とした『探偵事務所シリーズ』（主演:水谷豊）が土曜ワイド劇場（テレビ朝日）でドラマ化。
- 不可思議な殺人（ミステリー・アンソロジー）、西村京太郎・津村秀介・小杉健治・日下圭介・中津文彦・五十嵐均・梓林太郎・山村美紗（共著） / 祥伝社文庫、2000

### 時代小説
- 直心影流 毬谷直次郎 / 講談社 のち講談社文庫
  1. 三鬼の剣、1994.1.25 のち文庫
  2. 隠猿の剣、1995.2 のち文庫
  3. 妖鬼の剣、2000.9.13 講談社文庫
- 必殺剣二胴 PHP研究所 1996.11 のち祥伝社文庫
- 深川群狼伝
  1. 深川群狼伝 / 講談社、1996.1 のち文庫「鱗光の剣」に改題
  2. 蛮骨の剣 講談社、1997.5 のち文庫
  3. 秘剣 鬼の骨 講談社文庫、2001.4
  4. 浮舟の剣 講談社文庫、2001.11
  5. 風来の剣 講談社文庫、2004.10.15
  6. 影笛の剣 講談社文庫、2005.8.12
- 深川狼虎伝
  1. 疾風剣谺返し 講談社文庫、2012.11.15
  2. 修羅剣雷斬り 講談社文庫、2013.9.13
  3. 狼虎血闘 講談社文庫、2014.7.15
- 刺客柳生十兵衛 廣済堂出版 1998.11 のち文庫、ハルキ文庫
- 幕末浪漫剣 講談社 1998.6 のち文庫、徳間文庫
- 柳生連也斎
  1. 柳生連也斎 決闘 十兵衛 廣済堂文庫 1999.7 のち学研M文庫、徳間文庫
  2. 柳生連也斎 死闘 宗冬 廣済堂文庫 2000.2.14 のち学研M文庫、徳間文庫
  3. 柳生連也斎 激闘 列堂 学研M文庫、2002.7.9 のち徳間文庫
- 介錯人・野晒唐十郎 / 祥伝社文庫（ノン・ポシェット）
  1. 鬼哭の剣、1998.7
  2. 妖し陽炎の剣 文庫、1999.2
  3. 妖鬼飛蝶の剣 文庫、1999.10
  4. 双蛇の剣、2000.7
  5. 雷神の剣、2001.9
  6. 悲恋斬り、2002.3
  7. 飛龍の剣、2002.8
  8. 妖剣おぼろ返し、2003.4
  9. 鬼哭霞飛燕、2003.8
  10. 怨刀鬼切丸、2004.4
  11. 悲の剣、2005.8
  12. 死化粧、2006.7
  13. 必殺剣虎伏、2007.4
  14. 眠り首、2008.4.11
  15. 双鬼（ふたおに）2009.4.13
  16. 京洛斬鬼、2011.2.5 ※外伝作品
- 介錯人父子斬日譚 / 祥伝社文庫
  1. 悲笛の剣、2019.3.13
  2. 迅雷、2019.10.11
  3. 仇討双剣、2020.3.13
  4. 剣鬼攻防、2020.10.15
  5. 追討、2021.5.13
  6. 虎狼狩り、2021.11.12
  7. 鬼剣逆襲、2022.9.20
- 天保剣鬼伝 / 幻冬舎文庫、全3巻
  1. 首売り、1999.11
  2. 骨食み、2000.12
  3. 血疾り、2001.6
- 覇剣 武蔵と柳生兵庫助 祥伝社 2001.6 のち文庫
- 柳生十兵衛武芸録 幻冬舎文庫
  1. 一 加藤清正の亡霊、2001.10
  2. 二 風魔一族の逆襲、2002.4
- 剣客同心 鬼隼人 / ハルキ文庫
  1. 剣客同心 鬼隼人、2001.6
  2. 七人の刺客、2002.1
  3. 死神の剣、2002.6
  4. 闇鴉、2003.1
  5. 闇地蔵、2003.6
  6. 赤猫狩り、2005.1
  7. 非情十人斬り、2005.12
- まろほし銀次捕物帳 / 徳間文庫
  1. まろほし銀次捕物帳、2002.9
  2. 丑の刻参り、2003.3
  3. 閻魔堂の女、2003.11
  4. 死狐の怨霊、2004.12
  5. 滝夜叉おこん、2005.9
  6. 夜鷹殺し、2006.5
  7. 豆太鼓、2007.4.6
  8. 与三郎の恋、2008.4.4
  9. 火怨、2008.8.1
  10. 老剣客、2009.5.1
  11. 愛弟子、2009.10.2
  12. 凶盗、2010.7.2
  13. 怒り一閃、2010.11.5
- 新まろほし銀次捕物帳 / 徳間文庫
  1. 新まろほし銀次捕物帳、2017.7.7
  2. 鬼の隠れ蓑、2018.7.6
  3. 赤鬼の権蔵、2019.7.5
- 青江鬼丸夢想剣 / 講談社文庫、全3巻
  1. 青江鬼丸夢想剣、2002.4
  2. 双つ龍、2002.12
  3. 吉宗謀殺、2003.9
- さむらい 遺訓の剣　祥伝社、2002.11 のち「さむらい 青雲の剣」に改題して文庫化
- さむらい 死恋の剣 祥伝社、2004.10 のち文庫
- さむらい 修羅の剣 祥伝社、2011.11.29 のち文庫
- 剣客春秋 / 幻冬舎（全11巻、のちに全巻文庫化）
  1. 里美の恋、2002.11
  2. 女剣士ふたり、2003.5
  3. かどわかし、2004.2
  4. 濡れぎぬ、2004.12
  5. 恋敵、2005.11
  6. 里美の涙、2006.11
  7. 初孫お花、2007.10
  8. 青蛙の剣、2008.7
  9. 彦四郎奮戦、2009.3
  10. 遠国からの友、2010.3
  11. 縁の剣 幻冬舎、2011.5
- 剣客春秋親子草 / 幻冬舎、幻冬舎時代小説文庫
  1. 恋しのぶ、2012.10.23 のち文庫
  2. 母子剣法、2014.10.9 文庫版のみ
  3. 面影に立つ、2014.12.4 文庫版のみ
  4. 無精者、2015.6.10 文庫版のみ
  5. 遺恨の剣、2015.12.5 文庫版のみ
  6. 襲撃者、2016.8.5 文庫版のみ
  7. 剣狼狩り、2016.12.10 文庫版のみ
- 新・剣客春秋 / 幻冬舎、幻冬舎時代小説文庫
  1. 吠える剣狼、2022.6.9
- 子連れ侍平十郎 / 双葉社
  1. 上意討ち始末、2003.6 のち文庫
  2. 江戸の風花、2004.9 のち文庫
  3. おれも武士（おとこ）、2009.8.26 のち文庫
- はぐれ長屋の用心棒 / 双葉文庫
  1. 華町源九郎江戸暦、2003.12
  2. 袖返し、2004.6
  3. 紋太夫の恋、2005.1
  4. 子盗ろ、2005.7
  5. 深川袖しぐれ、2005.12
  6. 迷い鶴、2006.4
  7. 黒衣の刺客、2006.8
  8. 湯宿の賊、2006.12
  9. 父子（おやこ）凧、2007.4
  10. 孫六の宝、2007.9.13
  11. 雛の仇討ち、2007.12
  12. 瓜ふたつ、2008.5.15
  13. 長屋あやうし、2008.8.7
  14. おとら婆、2008.12.10
  15. おっかあ、2009.4.16
  16. 八万石の風来坊、2009.8.12
  17. 風来坊の花嫁、2009.12.10
  18. はやり風邪、2010.4.8
  19. 秘剣霞颪、2010.8.11
  20. きまぐれ藤四郎、2010.12.15
  21. おしかけた姫君、2011.4.13
  22. 疾風の河岸、2011.7.14
  23. 剣術長屋、2011.12.15
  24. 怒り一閃、2012.4.17
  25. すっとび平太、2012.8.9
  26. 老骨秘剣、2012.12.13
  27. うつけ奇剣、2013.4.11
  28. 銀簪の絆、2013.8.8
  29. 烈火の剣、2013.12.12
  30. 美剣士騒動、2014.4.10
  31. 娘連れの武士、2014.8.7
  32. 磯次の回心、2014.12.11
  33. 八万石の危機、2015.4.16
  34. 怒れ、孫六、2015.8.6
  35. 老剣客踊る、2015.12.10
  36. 悲恋の太刀、2016.4.17
  37. 神隠し、2016.8.4
  38. 仇討ち居合、2016.12.18
  39. 七人の用心棒、2017.4.13
  40. 源九郎の涙、2017.8.9
  41. 居酒屋恋しぐれ、2017.12.14
  42. おれたちの仇討、2018.4.11
  43. 用心棒たちの危機、2018.8.7
  44. 平太の初恋、2018.12.13
  45. 源九郎仇討ち始末、2019.4.11
  46. 幼なじみ、2019.8.8
  47. 幽鬼の剣、2019.12.12
  48. 居合の女、2020.4.15
  49. 遠い面影、2020.8.7
  50. 苦界の娘、2020.12.10
  51. 鬼神の叫び、2021.4.15
  52. のっとり藤兵衛、2021.8.5
  53. 長屋の花を散らすな、2022.7.14
- 影目付仕置帳 / 幻冬舎文庫
  1. われら亡者に候、2004.8
  2. 恋慕に狂いしか、2005.6
  3. 武士に候、2006.6
  4. われ刹鬼なり、2007.6
  5. 剣鬼流浪、2008.2
  6. 鬼哭啾啾、2008.10
- 闇の用心棒 / 祥伝社文庫、全14巻
  1. 闇の用心棒、2004.2
  2. 地獄宿、2005.4
  3. 剣鬼無情、2006.2
  4. 剣狼、2007.2
  5. 巨魁、2007.10
  6. 鬼、群れる、2008.10.10
  7. 狼の掟、2009.8.29
  8. 地獄の沙汰、2010.4.14
  9. 血闘ケ辻、2010.7.23
  10. 酔剣、2011.4.13
  11. 右京烈剣、2011.10.14
  12. 悪鬼襲来、2012.4.17
  13. 風雷、2012.10.10
  14. 殺鬼狩り、2013.4.12
- 首斬り雲十郎 / 祥伝社文庫
  1. 冥府に候、2014.2.7
  2. 殺鬼に候、2014.3.12
  3. 死地に候、2014.4.11
  4. 鬼神になりて、2015.3.12
  5. 阿修羅、2015.10.20
- 鬼を斬る 山田浅右衛門涅槃斬り / 徳間書店、2005.2.19 のち文庫
- 絆 山田浅右衛門斬日譚 / 幻冬舎、2007.7 のち文庫
- 秘剣風哭 剣狼秋山要助 / 双葉文庫、2005.4.12
- 十三人の戦鬼 / 双葉社、2005.6.28 のち文庫
- 乱歩賞作家 白の謎（鳥羽亮、中嶋博行、福井晴敏、首藤瓜於共著）/ 講談社、2004.5
- 波之助推理日記 / 講談社文庫
  1. 波之助推理日記、2006.2.16
  2. からくり小僧、2007.3.15
  3. 天狗の塒（ねぐら）、2008.2.15
- 極楽安兵衛剣酔記 / 徳間文庫
  1. 極楽安兵衛剣酔記、2006.3
  2. とんぼ剣法、2006.9.8
  3. 蝶々の玄次、2007.12.7
  4. 飲ん兵衛千鳥、2010.1.7
  5. 秘剣風疾り、2011.5.7
  6. 幻剣霞一寸、2011.11.2
  7. 必殺剣滝落し、2012.7.6
  8. 流浪鬼、2013.7.5
  9. 笑う月、2014.7.4
  10. 幽霊小僧、2015.7.3
  11. 血闘 波返し、2016.7.15
- 天保妖盗伝 怪談岩淵屋敷 / 双葉社、2006.7.18 のち文庫
- 真田幸村の遺言 / 祥伝社 のち文庫
  1. 奇謀、2006.11
  2. 覇の刺客、2007.12
- 八丁堀剣客同心 - 隼人編 / ハルキ文庫、全20巻
  1. 弦月の風、2006.6
  2. 逢魔時の賊、2007.6.18
  3. かくれ蓑、2008.3.18
  4. 黒鞘の刺客、2008.11.18
  5. 赤い風車、2009.6.16
  6. 五弁の悪花、2009.11.16
  7. 遠い春雷、2010.6.18
  8. うらみ橋、2010.9.16
  9. 夕映えの剣、2011.6.15
  10. 闇の閃光、2011.11.15
  11. 夜駆け、2012.6.9
  12. 蔵前残照、2013.1.10
  13. 双剣霞竜、2013.6.15
  14. 火龍の剣、2013.11.15
  15. 朝焼けの辻、2014.6.14
  16. 折鶴舞う、2014.11.15
  17. 酔狂の剣、2015.6.13
  18. 鬼面の賊、2015.11.18
  19. みみずく小僧、2016.6.18
  20. 隼人奔る、2016.11.12
- 剣客同心親子舟 / ハルキ文庫
  1. 菊と鬼、2017.6.14
  2. 菊太郎あやうし、2017.11.15
  3. 幽霊になった女、2018.6.13
  4. 刹鬼たち、2018.11.14
  5. 鬼女と賊、2019.6.12
  6. 闇天狗、2019.11.15
  7. 剣鬼と盗賊、2020.6.15
- 新剣客同心親子舟 / 時代小説文庫
  1. 初陣、2020.11.16
  2. 父子剣踊る、2021.7.1
- 剣客同心/角川春樹事務所、2006.10 のち文庫
- 用心棒 椿三十郎 / ハルキ文庫
  1. 用心棒 椿三十郎、2006.12
  2. 血戦 - 用心棒椿三十郎、2007.10
- 剣豪たちの関ヶ原 / 徳間書店、2007.6 のち文庫
- 浮雲十四郎斬日記 / 双葉社
  1. 金尽剣法、2007.9.4 のち文庫
  2. 酔いどれ剣客、2008.6.24 のち文庫
  3. 仇討ち街道、2010.9.15 のち文庫
  4. 不知火の剣、2012.2.23 のち文庫
  5. 鬼風、2013.4.17
- 流想十郎蝴蝶剣 / 角川文庫、全7巻
  1. 流想十郎蝴蝶剣、2008.5.24
  2. 剣花舞う、2008.12.25
  3. 舞首、2009.7.25
  4. 恋蛍、2009.12.25
  5. 愛姫受難、2010.5.25
  6. 双鬼の剣、2010.12.25
  7. 蝶と稲妻、2011.5.25
- 新・流想十郎蝴蝶剣 / 角川文庫
  1. 剣鬼斬り、2021.1.22
- 沖田総司 壬生狼 / 徳間書店、2009.2.19 のち文庫
- わけあり円十郎江戸暦 / PHP文芸文庫
  1. わけあり円十郎江戸暦、2009.5.2
  2. 七人の兇賊、2010.11.16
  3. 奇剣 稲妻落し、2011.9.17
  4. 闇の刺客、2013.3.19
  5. 一身の剣、2016.5.20
- 御助宿控帳 / 朝日文庫
  1. ももんじや、2009.7.7
  2. ごろんぼう、2009.10.7
  3. おいぼれ剣鬼、2010.10.7
  4. 雲の盗十郎、2011.10.7
  5. 百獣屋の猛者たち、2013.2.7
- 影与力嵐八九郎 / 講談社文庫
  1. 遠山桜、2009.10.15
  2. 浮世の果て、2010.5.14
  3. 鬼剣、2011.1.14
- 首売り長屋日月譚 / 幻冬舎文庫
  1. 刀十郎と小雪、2009.11.20
  2. 文月騒乱 2010.10.8
  3. この命一両二分に候 2011.12.6
- 隠目付江戸日記 / 光文社文庫、全10巻
  1. 死笛、2010.3.19
  2. 秘剣 水車、2011.1.12
  3. 妖剣 鳥尾、2011.7.12
  4. 鬼剣 蜻蜒、2012.2.14
  5. 死顔、2012.9.12
  6. 剛剣 馬庭、2013.11.8
  7. 奇剣 柳剛、2014.1.9
  8. 幻剣 双猿、2014.3.12
  9. 斬鬼嗤う、2015.2.10
  10. 斬奸一閃、2015.9.9
- 隠目付江戸秘帳 / 光文社文庫、全6巻
  1. あやかし飛燕、2016.2.20
  2. 鬼面斬り、2016.10.12
  3. 幽霊舟、2017.2.9
  4. 姫夜叉、2017.10.11
  5. 兄弟剣士、2018.2.8
  6. ふたり秘剣、2018.10.10
- 船宿事件帳 / 光文社文庫
  1. 斬鬼狩り、2021.6.16
- 剣客旗本奮闘記 / 実業之日本社文庫、第一幕 全12巻
  1. 残照の辻、2010.10.5
  2. 茜色の橋、2011.8.5
  3. 蒼天の坂、2012.5.12
  4. 遠雷の夕、2012.10.5
  5. 恨み河岸、2013.10.4
  6. 稲妻を斬る、2014.8.5
  7. 霞を斬る、2014.10.3
  8. 白狐を斬る、2015.4.3
  9. 怨霊を斬る、2015.10.15
  10. 妖剣跳る、2016.4.15
  11. くらまし奇剣、2016.10.6
  12. 三狼鬼剣、2017.4.5
- 剣客旗本春秋譚 / 実業之日本社文庫
  1. 剣客旗本春秋譚、2018.4.4
  2. 武士にあらず、2018.10.4
  3. 剣友とともに、2019.4.5
  4. 虎狼斬り、2020.4.7
- 用心棒血戦記 / 徳間書店
  1. 用心棒血戦記 / 2011.10.15 のち文庫
  2. 用心棒血戦記 破邪の剣 / 2013.2.13（2014.1.8、文庫化）
  3. 用心棒血戦記 奥羽密殺街道 / 2015.1.7 文庫版のみ
  4. 用心棒血戦記 上州密殺旅 / 2016.1.15 文庫版のみ
- 火盗改鬼与力 / 角川文庫
  1. 雲竜、2012.1.25
  2. 闇の梟、2012.2.25
  3. 入相の鐘、2012.3.29
  4. 百眼の賊、2012.11.22
  5. 虎乱、2013.5.25
  6. 夜隠れおせん、2013.12.25
  7. 極楽宿の刹鬼、2014.5.24
- 火盗改父子雲 / 角川文庫
  1. 火盗改父子雲、2014.11.21
  2. 二剣の絆、2015.5.23
- 新火盗改鬼与力 / 角川文庫
  1. 風魔の賊、2018.5.25
  2. 隠し剣、2018.11.22
  3. 御用聞き殺し、2019.5.24
  4. 最後の秘剣、2020.1.23
- 八丁堀吟味帳 / 文春文庫、全11巻
  1. 鬼彦組、2012.3.9
  2. 謀殺、2012.5.3
  3. 闇の首魁、2012.7.10
  4. 裏切り、2013.3.8
  5. はやり薬、2013.9.3
  6. 謎小町、2014.5.9
  7. 心変り、2014.9.2
  8. 惑い月、2015.3.10
  9. 七変化、2015.9.2
  10. 雨中の死闘、2016.3.10
  11. 顔なし勘兵衛、2016.9.2
- 八丁堀「鬼彦組」激闘篇 / 文春文庫
  1. 狼虎の剣、2017.3.10
  2. 暗闘七人、2017.9.5
  3. 蟷螂の男、2018.3.9
  4. 奇怪な賊、2018.9.4
  5. 福を呼ぶ賊、2019.3.8
  6. 強奪、2019.9.3
  7. 餓狼剣、2020.3.10
  8. 斬鬼たち、2020.9.2
  9. 剣狼吠える、2021.3.9
  10. 剣鬼たち燃える、2021.9.1
  11. 竜虎攻防、2022.3.8
  12. 剣客参上、2022.9.1
- 半次と十兵衛捕物帳 / 幻冬舎時代小説文庫
  1. ふきだまり長屋大騒動、2012.12.6
  2. 極楽横丁の鬼、2013.10.10
- 妻恋坂情死行 幻冬舎 2014.9.18 のち文庫
- 駆込み宿影始末 / 講談社文庫
  1. 御隠居剣法、2015.2.13
  2. ねむり鬼剣、2015.7.15
  3. 霞隠れの女、2016.2.13
  4. のっとり奥坊主、2016.9.15
  5. かげろう妖剣、2017.2.15
  6. 霞と飛燕、2017.7.14
  7. 闇姫変化、2018.2.15
- たそがれ横丁騒動記 / 角川文庫
  1. 七人の手練、2015.11.25
  2. 天狗騒動、2016.5.25
  3. 守勢の太刀、2016.11.25
- 怒髪の雷（競作時代アンソロジー「怒」）、野口卓・藤井邦夫（共著） / 祥伝社文庫、2016.3.11
- はみだし御庭番無頼旅 / 祥伝社文庫
  1. はみだし御庭番無頼旅、2016.3.20
  2. 血煙東海道、2017.1.12
  3. 中山道の鬼と龍、2017.5.12
  4. 奥州 乱雲の剣、2018.3.14
  5. 箱根路闇始末、2018.9.12
- 柳生三代の鬼謀 / 徳間書店、2017.2.8、2019.1.11に文庫化
- 銭神剣法無頼流 / 角川文庫
  1. いのち売り候、2017.5.25
  2. 我が剣は変幻に候、2017.11.25
- 孫連れ侍裏稼業 / 幻冬舎時代小説文庫、全4巻
  1. 仇討旅、2017.6.9
  2. 上意、2017.12.6
  3. 脱藩、2018.6.8
  4. 成就、2018.12.6
- 荒海を渡る鉄の舟 / 双葉社、2017.11.21、2020.9.10に文庫化
- 鶴亀横丁の風来坊 / 講談社文庫、全5巻
  1. 鶴亀横丁の風来坊、2018.7.13
  2. 金貸し権兵衛、2019.2.15
  3. 提灯斬り、2019.7.12
  4. お京危うし、2020.2.14
  5. 狙われた横丁、2020.7.15
- 居酒屋宗十郎剣風録 / 光文社文庫
  1. 居酒屋宗十郎剣風録、2019.2.8
  2. 獄門首、2019.9.11
- 飛猿彦次人情噺 / 祥伝社文庫
  1. 恋女房、2019.6.11
  2. 血染めの宝船、2019.12.5
  3. 攫われた娘、2020.6.11
  4. 長屋の危機、2020.12.9
- よろず屋平兵衛 江戸日記 / 光文社文庫
  1. 三人の用心棒、2020.5.13
  2. 姉弟仇討、2020.11.10
- 剣狼の掟 / 角川文庫、2023.1.24

## ドラマ化作品
- 探偵事務所（テレビ朝日、1994年 - 1999年、主演:水谷豊）
- 警視庁南平班〜七人の刑事〜（TBS、2009年 - 2018年、主演：村上弘明）

## 漫画化作品
- 暁の犬（原作『必殺剣双胴』、作画：高瀬理恵、リイド社『コミック乱ツインズ』連載）